# اچ. وین نورمن جونیور
اچ. وین نورمن جونیور (انگلیسی: H. Wayne Norman Jr.; ۳ نوامبر ۱۹۵۵ – ۴ مارس ۲۰۱۸) سیاست‌مدار اهل ایالات متحده آمریکا بود. نورمن در سال ۱۹۷۶ از دانشگاه بالتیمور با مدرک لیسانس تاریخ فارغ التحصیل شد. سپس در سال ۱۹۸۰ دانشکدهٔ حقوق دانشگاه بالتیمور بازگشت و در سال ۱۹۸۰ جی دی را دریافت کرد.